# Пепсин
Пепси́н (др.-греч. πέψις — пищеварение) — протеолитический фермент класса гидролаз (шифр КФ 3.4.23.1) образуется из своего предшественника пепсиногена, вырабатываемого главными клетками слизистой оболочки желудка, и осуществляет расщепление белков пищи до пептидов. Присутствует в желудочном соке человека и других млекопитающих, птиц, пресмыкающихся и большинства рыб.
Открыт Теодором Шванном в 1836 году. Джон Нортроп в 1930 году получил его в кристаллическом виде.

## Общие сведения
Пепсин — глобулярный белок с молекулярной массой около 34 500. Молекула пепсина — полипептидная цепь, которая состоит из 340 аминокислот, содержит 3 дисульфидные связи (—S—S—) и фосфорную кислоту. Пепсин — эндопептидаза, то есть фермент, который расщепляет центральные пептидные связи в молекулах белков и пептидов (кроме кератинов и других склеропротеинов) с образованием более простых пептидов и свободных аминокислот. С наибольшей скоростью пепсин гидролизует пептидные связи, образованные ароматическими аминокислотами — тирозином и фенилаланином, однако, в отличие от других протеолитических ферментов — трипсина и химотрипсина, — строгой специфичностью не обладает.
Пепсин используют в лабораториях для изучения первичной структуры белков, в сыроварении и при лечении некоторых заболеваний желудочно-кишечного тракта.
Естественным ингибитором пепсина является пепстатин.

## Изопепсины

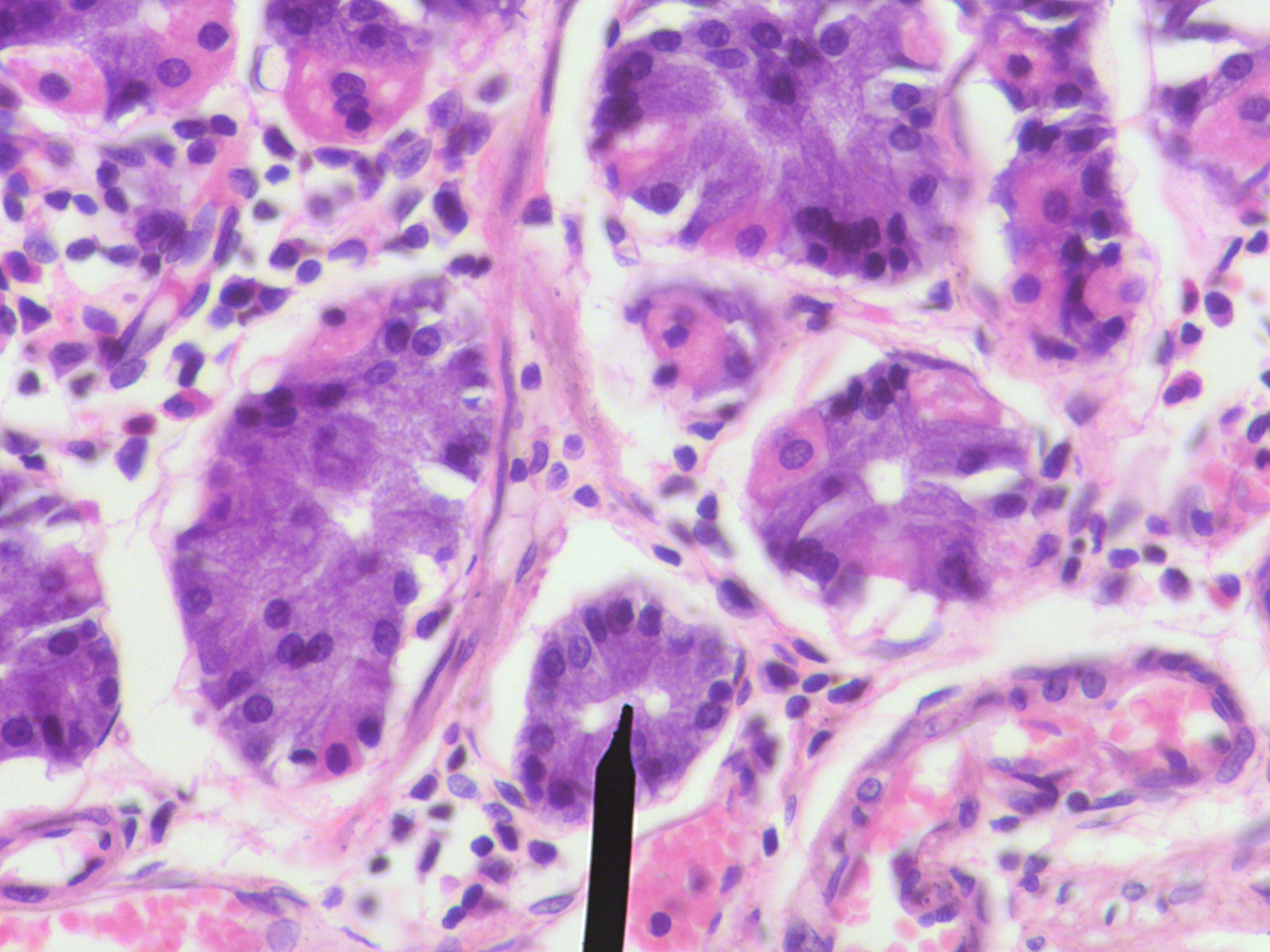
Главные клетки желудка. Вырабатывают пепсиноген, липазы и реннин.

Всего известно до 12 изоформ пепсина, которые различаются молекулярным весом, электрофоретической подвижностью, оптимумами рН протеолитической активности, при разном рН с неодинаковой скоростью гидролизуют разные белки, условиями инактивации.
Собственно пепсином называется пепсин, имеющий шифр КФ 3.4.23.1.
По У. Г. Тейлору, в желудочном соке человека 7 изопепсинов, 5 из них с чётко различающимися свойствами:
- пепсин 1 (собственно пепсин) — максимум активности при рН = 1,9. При рН = 6 быстро инактивируется;
- пепсин 2 — максимум активности при рН = 2,1;
- пепсин 3 — максимум активности при рН = 2,4—2,8;
- пепсин 5 («гастриксин») — максимум активности при рН = 2,8—3,4;
- пепсин 7 — максимум активности при рН = 3,3—3,9.

Существует иная терминология: «пепсин-А» (собственно пепсин); «пепсин-B» (шифр КФ 3.4.23.2) имеет синонимы: «желатиназа» (gelatinase), «парапепсин I» (parapepsin I); «пепсин-C» (шифр КФ 3.4.23.3), синонимы: «гастриксин» (gastricsin), «парапепсин II» (parapepsin II).

## Роль пепсина в пищеварении
Пепсины играют значительную роль в пищеварении у млекопитающих, в том числе у человека, являясь ферментом, выполняющим один из важных этапов в цепочке превращений белков пищи в аминокислоты. Железами желудка пепсин вырабатывается в неактивном виде, переходит в активную форму при воздействии на него соляной кислоты. Пепсин действует только в кислой среде желудка и при попадании в щелочную среду двенадцатиперстной кишки становится неактивным.
У мужчин дебит пепсина составляет от 20—35 мг в час (базальная секреция) до 60—80 мг в час (секреция, стимулированная пентагастрином, максимальная). У женщин — на 25—30 % меньше. Главные клетки слизистой оболочки желудка секретируют, резервируют и выводят неактивную форму пепсина — профермент пепсиноген. Превращение пепсиногена в пепсин происходит в результате отщепления с N-концевого участка пепсиногена нескольких пептидов, один из которых играет роль ингибитора. Процесс активации идёт в несколько стадий и катализируется соляной кислотой желудочного сока и самим пепсином (автокатализ). Пепсин обеспечивает дезагрегацию белков, предшествующую их гидролизу и облегчающую его. Как катализатор он обладает протеазным и пептидазным действием.
Протеолитическая активность пепсина наблюдается при рН < 6, достигая максимума при pH = 1,5—2,0. При этом один грамм пепсина за два часа может расщеплять около 50 кг яичного альбумина, створаживать 100 000 л молока, растворять 2000 л желатина.

## Лекарственные препараты на основе пепсина
Для медицинских целей в качестве лекарственного средства вырабатывают из слизистой оболочки желудка свиней. Выпускается в виде порошка (лат. pepsinum) или в виде таблеток в смеси с ацидином (асіdin-рерsini), в составе комбинированных препаратов (Панзинорм-Форте и другие). АТС-код пепсина A09AA03. АТС-код комбинации пепсина с кислотосодержащими препаратами A09AC01.
При недостатке пепсина в организме (болезнь Менетрие и другие) назначается заместительная терапия пепсиносодержащими препаратами.

### Пепсин (pepsinum)
Выпускается в смеси с сахарной пудрой. Белый или слегка желтоватый порошок сладкого вкуса со слабым своеобразным запахом.
Применение и дозы препарата. Внутрь по 0,2—0,5 г (детям от 0,05 до 0,3 г) 2—3 раза в день перед едой или во время еды, в порошках или в 1—3 % растворе разведённой соляной кислоты.
Действие лекарства. Пепсин расщепляет белки до полипептидов, после воздействия пепсина начинается процесс переваривания белков в пищеварительном тракте.
Показания к применению. Ахилия, гипо- и анацидные гастриты, диспепсия.
Противопоказания, возможные побочные явления. Не установлены.
Хранение. В хорошо закупоренных банках, в прохладном (от + 2 до +15 °C), защищённом от света месте.

### Ацидин-пепсин (асіdin-рерsini)
Таблетки, содержащие 1 часть пепсина и 4 части ацидина (бетаина гидрохлорида). При введении в желудок ацидин гидролизуется и отделяет свободную соляную кислоту.
Показания к применению. Расстройства пищеварения при ахилии, гипо- и анацидных гастритах, диспепсии.
Форма выпуска. Таблетки по 0,5 и 0,25 г.
Применение и дозы препарата. Для взрослых: 1 таблетка по 0,5 г 3—4 раза в день. Для детей — от четверти таблетки (массой 0,25 г) до её половины в зависимости от возраста, 3—4 раза в день. Таблетки перед приёмом растворяют в 0,25—0,5 стакана воды. Принимают во время или после еды.
Другие торговые наименования. Асіdolрерsin, Асіpepsol, Веtacid, Рерsacid, Рерsamin.

## Сыроделие
Пепсин или в чистом виде, или в составе сычужной закваски применяется для сворачивания молока при приготовления сыров. Сычужный фермент состоит из двух основных компонентов — химозина и пепсина.
Под свертыванием молока понимаются процессы коагуляции основного его белка — казеина и образования молочного геля. Строение казеина таково, что за ферментативное свертывание «ответственна» только одна пептидная связь в белковой молекуле. Разрыв белковой молекулы по этой ключевой связи и приводит к свертыванию молока.
Химозин является тем ферментом, который по своей природе обеспечивает разрыв данной связи, при этом мало затрагивая другие. Пепсин затрагивает более широкий спектр пептидных связей в казеине. Химозин, не являясь сильным протеолитом (разрывает незначительное число пептидных связей казеина), выполняет подготовительную работу для деятельности протеаз молочнокислой микрофлоры. Под действием химозина и пепсина расщепление полипептидных цепей казеина идёт по пептидной связи между 105—106 аминокислотами (фенилаланин-метионин) с отщеплением в сыворотку участка со 106 по 169 аминокислоту — гидрофильного гликомакропептида, при этом максимальное количество белка остается в сгустке.
Для приготовления многих элитных видов сыров применяют сычужный фермент, содержащий 90-95 % химозина и 5-10 % пепсина. Но, для некоторых других сыров (сулугуни, брынза) допускается использование пепсина в чистом виде. «Народные» рецепты приготовления сыров обычно рекомендуют использование для ферментации пепсиносодержащие лекарственные препараты («Ацидин-пепсин» и подобные).

### Мукорпепсин
Мукорпепсин (англ. mucorpepsin) — протеолитический фермент класса гидролаз. Шифр КФ 3.4.23.23. Мукорпепсин получается из грибов Mucor pusilus и Мucor miehei. Применяется в пищевой промышленности в качестве заменителя сычужных ферментов животного происхождения.
На российском рынке встречается как «Пепсин, микробиальный ренин, фермент для приготовления мягких и рассольных сыров» «растительного происхождения», японского производства, в котором в качестве молокосвёртывающего фермента используется мукорпепсин.